# 안드레 리마
안드레 루이스 바헤투 시우바 리마(포르투갈어: André Luiz Barretto Silva Lima, 1985년 3월 5일 ~ )는 안드레 리마(포르투갈어: André Lima)는 브라질의 전 축구 선수로 현역 시절 포지션은 공격수였다.